# Богонатхнення

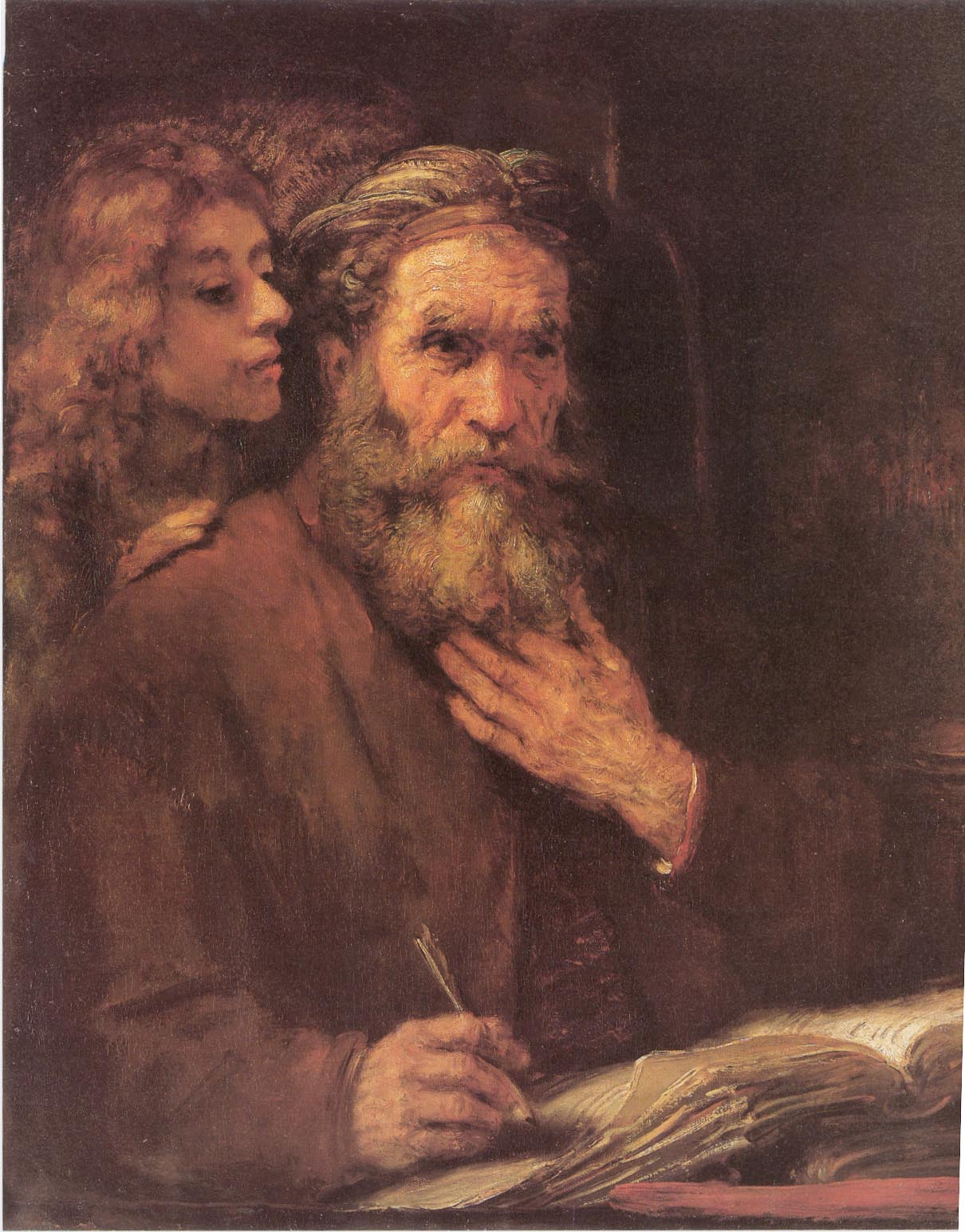
Євангеліст Матвій натхненний ангелом. Картина Рембрандта.

Богонатхне́ння — доктрина в християнському богослов'ї стосовно божественного походження Біблії і того, що Біблія навчає про себе.

## Етимологія
Англійське inspiration (натхнення) походить з латини та з англійського перекладу Біблії королем Джеймсом грецького слова θεοπνευστος (теопнеустос, дослівно, «богонатхненний») з 2-го Послання Апостола Павла до Тимофія 3:16-17: «Усе Писання Богом натхненне (теопнеустос), і корисне до навчання, до докору, до направи, до виховання в праведності, щоб Божа людина була досконала, до всякого доброго діла готова.»
Теопнеустос перекладається у Вульгаті (перший латинський переклад Біблії) латинським виразом divinitus inspirata («божественно вдихнутий у»), але деякі сучасні англійські переклади віддають перевагу «Богонатхненний» (англ. God-breathed, переклад NIV) або «видихнений Богом» (англ. breathed out by God, переклад ESV) і уникають натхнення повністю, оскільки його зміст, на відміну від латинського кореня, схиляється до вдихання замість видихання.
Отці Церкви часто посилаються до Писань інших аніж документи що склали «біблійний канон» як «натхненними».

## Основи для доктрини
Біблія містить багато уривків, в яких автори посилаються на божественне натхнення їхнього писання чи говорять про наслідки такого натхнення на інших людей. Окрім розповідей про письмове об'явлення, таке як отримання Мойсеєм 10 Заповідей, пророки Старого Заповіту часто твердили, що їхнє послання було божественною формулою «Так говорить Господь» (наприклад у 1 Царів 12:24; 1 Хронік 17:3-4; Єремії 35:13; Єзекіїля 2:4; Захарії 7:9; 1 Царів 12:22-24; 1 Хронік 17:3-4; Єремії 35:13; Єзекіїля 2:4; Захарії 7:9 і так далі). Друге Послання Апостола Петра твердить, «що жодне пророцтво в Писанні від власного вияснення не залежить. Бо пророцтва ніколи не було з волі людської, а звіщали його святі Божі мужі, проваджені Духом Святим.» (2 Петра 1:20-21; 2 Петра 1:20-21).
Окрім того, богословські консерватори інколи твердять, що підтвердження Біблійного богонатхнення можна знайти, розглядаючи важливість біблійного морального вчення та біблійних пророцтв про майбутнє та їхнє сповнення. Інші ж вважають, що авторитет Церкви та її Соборів повинні більш-менш відповідати за формулювання доктрини богонатхнення.

## Католицьке трактування
Католицька церква відкидає ідею про те, що Біблія є обмеженою в богонатхненні до моральних та догматичних справ.

## Протестантське трактування
Євангелісти розглядають Біблію як витвір, сотворення якого було зверхпризначене Святим Духом, оберігаючи роботу авторів від помилок, водночас не усуваючи їхніх особливих проблем, розташувань, чи стилю. Таке божественне втручання, вони твердять, дозволили біблійному автору оголосити власне послання Бога до безпосередніх отримувачів писань і до тих, хто прийде пізніше, передаючи Боже послання без його псування. Деякі євангельські християни намагалися схарактеризувати консервативний або традиційний погляд як дослівне, повне богонатхнення в первинних манускриптах, під яким вони розуміють, що кожне слово (не лише поверхневі ідеї чи концепції) є змістовно вибраним під Божим зверхпризначенням.
Багато євангельських християн розглядають біблійну безпомилковість та/чи біблійну непогрішимість як необхідний наслідок Біблійної доктрини богонатхнення (див., наприклад, Вестмінстерське Сповідання Віри або Чиказьке Твердження щодо Біблійної Безпомилковості), хоча не всі підтримують цей погляд.
Ось яке визначення Богонатхненності дав Н. І. Пейсті, один з відомих євангельських християн: «Богонатхненність — є надприродною дією Духа Святого на розуми святих письменників Біблії, яка внаслідок цього, стала не тільки їхнім словом, але словом самого Бога. Священне Писання не тільки містить в собі слово Боже, але само воно є Словом Божим. Писання є в повному розумінні Божественним, але також, в повному розумінні слова, людським. Божественним воно є тому, що воно — непогрішиме і цілком авторитетне, а людським — тому, що воно цілком доступне розумінню і написане людською мовою. Якби воно не було людським, ми б не зрозуміли його; якби воно не було Божественним — воно не могло б стати для нас вірним керівництвом».

## Православне трактування
Православна церква розглядає догмат про Богонатхнення Святого Письма як утвердження його Боголюдської природи й заперечення вербалізму, тобто уявлень про те, що Святе Письмо продиктовано згори «слово в слово» і непогрішне за буквою, а не за духом.